# 岩瀬駅
岩瀬駅（いわせえき）は、茨城県桜川市犬田にある、東日本旅客鉄道（JR東日本）水戸線の駅である。

## 概要
桜川市の北部に位置し、同市の代表駅であり、旧・岩瀬町の中心駅である。以前は土浦駅からの筑波鉄道筑波線が接続していたが、1987年（昭和62年）3月31日限りで廃止された。

## 歴史
- 1889年（明治22年）1月16日：水戸鉄道の駅として開設[1]。
- 1892年（明治25年）3月1日：譲渡に伴い日本鉄道の駅となる。
- 1898年（明治31年）：現駅舎が完成。
- 1906年（明治39年）11月1日：鉄道国有法に伴い、官設鉄道（後に日本国有鉄道）の駅となる[1]。
- 1909年（明治42年）10月12日：線路名称制定により、水戸線の駅となる。
- 1918年（大正7年）
  - 4月7日：筑波鉄道 (初代)の駅が開設。但し車両不足のため筑波 - 当駅間は休止状態だった[3]。
  - 9月7日：当駅を含む真壁 - 当駅間が営業開始[5]。
- 1945年（昭和20年）3月20日：筑波鉄道 (初代)が常総鉄道と合併し、常総筑波鉄道が発足[6]。
- 1965年（昭和40年）6月1日：常総筑波鉄道が鹿島参宮鉄道と合併して関東鉄道が発足。常総筑波鉄道は関東鉄道筑波線となる[6][7]。
- 1979年（昭和54年）4月1日：関東鉄道筑波線が筑波鉄道に分社化[6][7]。
- 1981年（昭和56年）：駅舎改築[8]
- 1982年（昭和57年）1月20日：国鉄が貨物の取り扱いを廃止[1]。
- 1984年（昭和59年）2月1日：国鉄が荷物扱いを廃止[1]。
- 1987年（昭和62年）4月1日：国鉄分割民営化に伴い、JR東日本の駅となる。筑波鉄道筑波線が廃止[4]。
- 2001年（平成13年）11月18日：ICカードSuica供用開始。
- 2014年（平成26年）4月1日：JR水戸鉄道サービスが駅業務を受託する業務委託駅となる。
- 2015年（平成27年）7月1日：駅業務受託がJR東日本ステーションサービスへ移管。
- 2019年（平成31年）1月31日：みどりの窓口の営業を終了[9]。

## 駅構造
相対式ホーム2面2線を有する地上駅。木造駅舎を備える。以前は単式・島式混合2面3線を有していたが、2023年（令和5年）8月現在は2面2線での運用となっている。両ホームは跨線橋で連絡している。
1番線が下り本線（有効長：598 m）、2番線が上り本線（有効長：583 m）となっている。ホーム長は1・2番線共に180 mである。旧3番線は上り副本線（有効長：553メートル）で、ホーム長は180 mであったほか、列車の折り返しが可能となっていた。
水戸統括センター（下館駅）管理のJR東日本ステーションサービスが駅業務を受託する業務委託駅で、自動券売機（多機能券売機）、簡易Suica改札機が設置されている。

### のりば
| 番線 | 路線    | 方向 | 行先           |
| ---- | ------- | ---- | -------------- |
| 1    | ■水戸線 | 下り | 友部・水戸方面 |
| 2    | ■水戸線 | 上り | 下館・小山方面 |

- 筑波鉄道筑波線は、3番線南側にあった4・5番線を使用していた。現在、跡地は駐車場やつくば霞ヶ浦りんりんロードの起点・休憩所（つくばりんりんロード岩瀬休憩所）となっている。

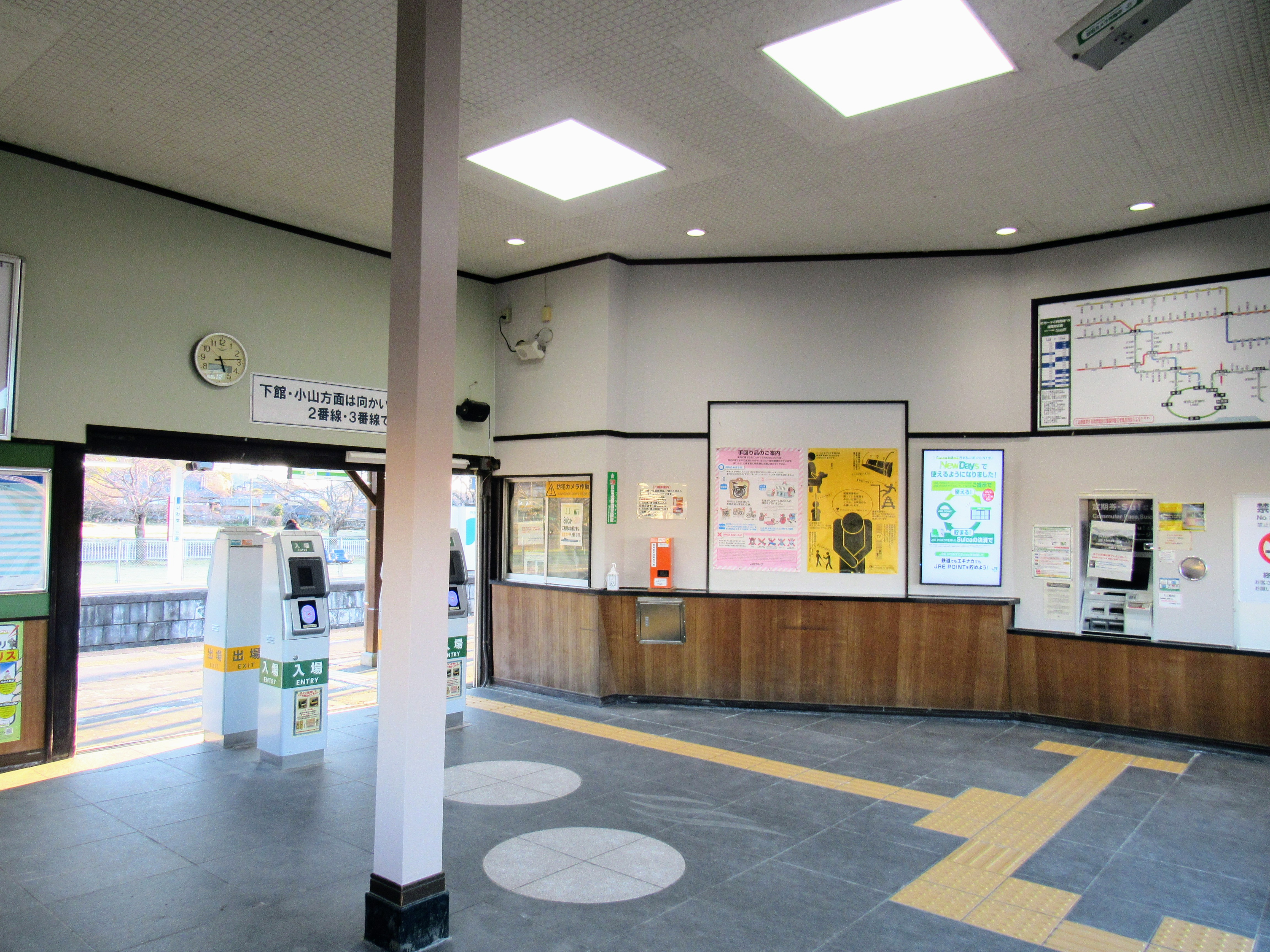
駅舎内（2023年3月）
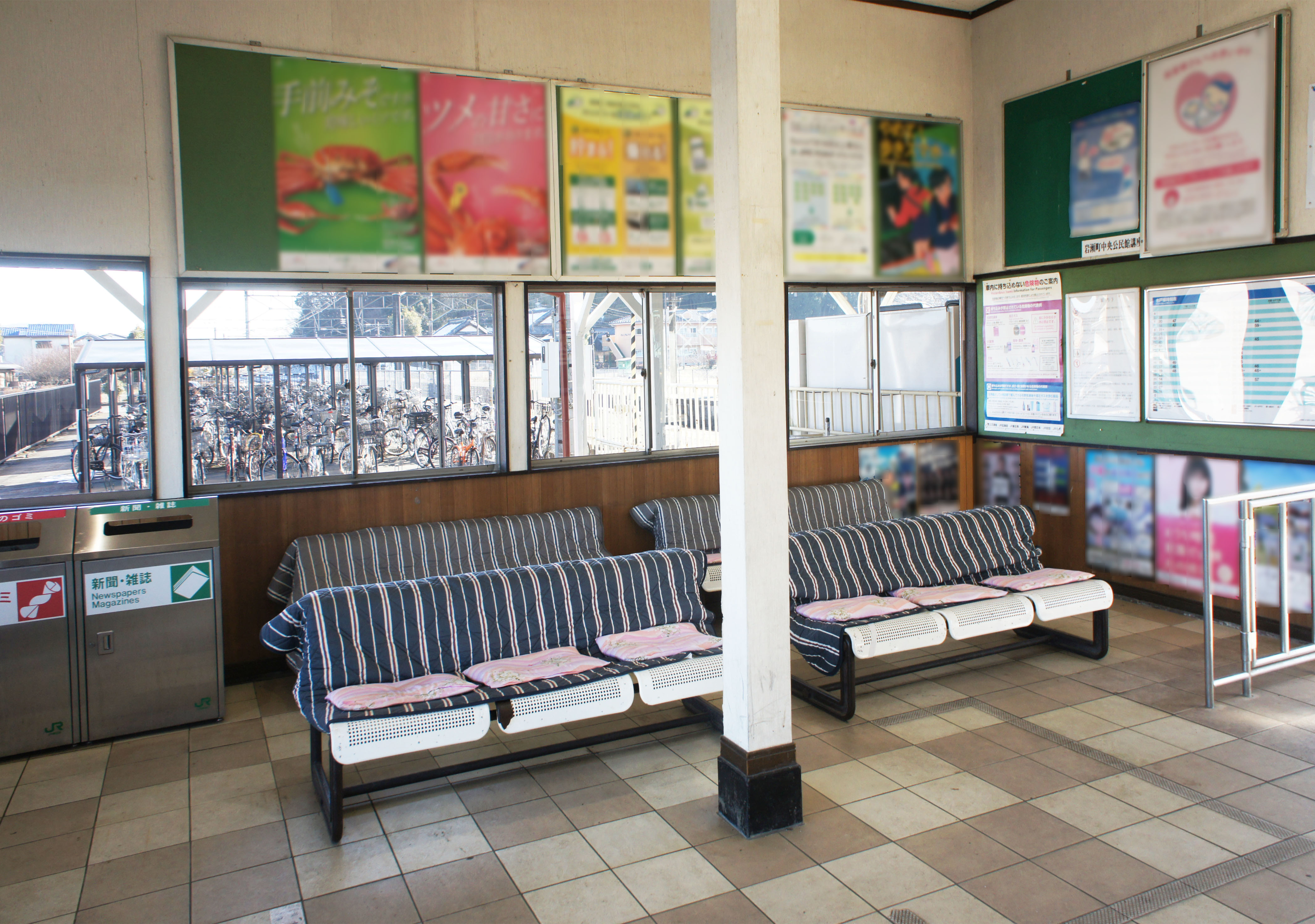
待合室（2022年1月）
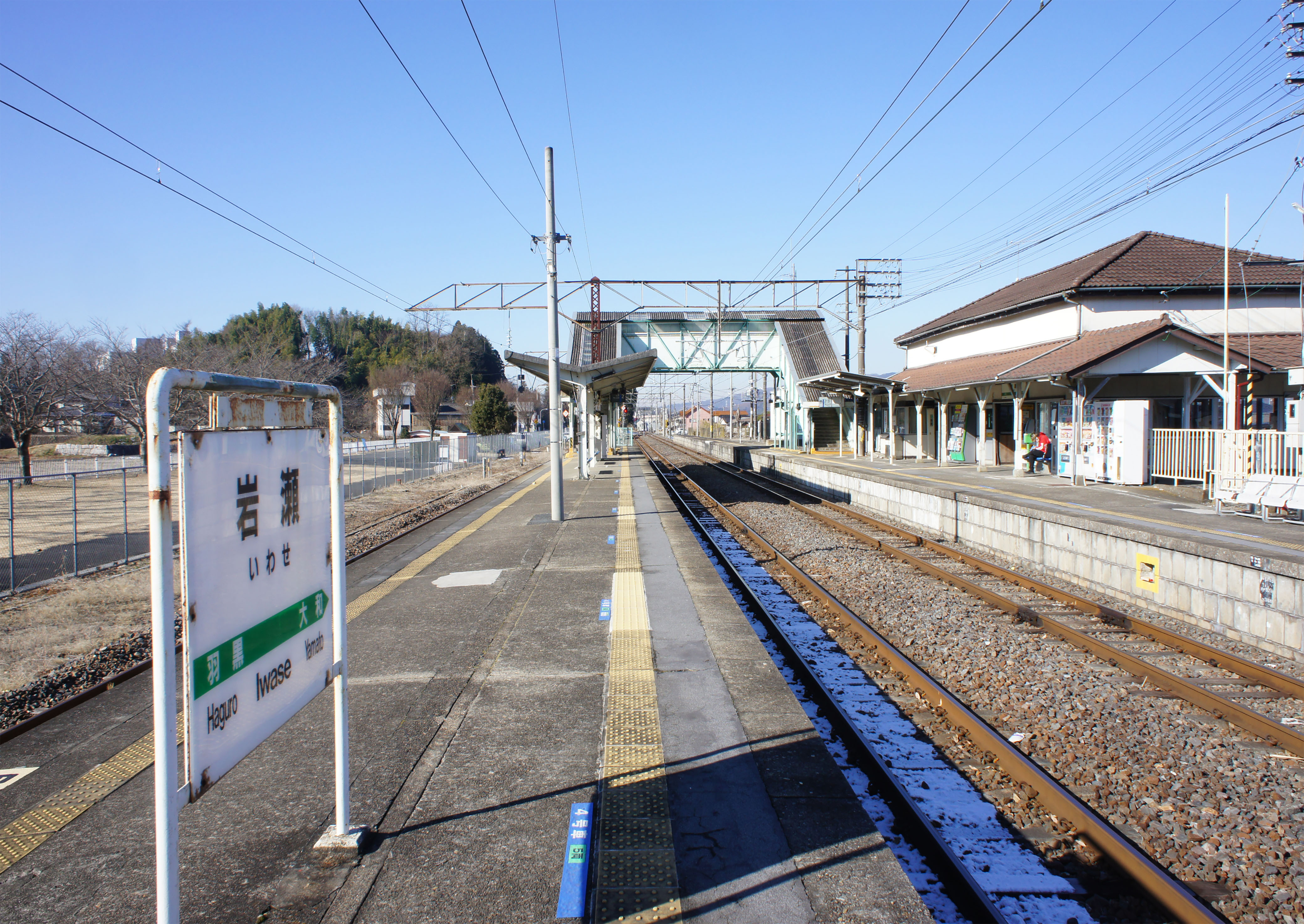
ホーム（2022年1月）

## 利用状況
JR東日本によると、2023年度（令和5年度）の1日平均乗車人員は767人である。
2000年度（平成12年度）以降の推移は以下の通り。
| 乗車人員推移       | 乗車人員推移     | 乗車人員推移    |
| 年度               | 1日平均 乗車人員 | 出典            |
| ------------------ | ---------------- | --------------- |
| 2000年（平成12年） | 1,448            | [ 利用客数 2 ]  |
| 2001年（平成13年） | 1,412            | [ 利用客数 3 ]  |
| 2002年（平成14年） | 1,308            | [ 利用客数 4 ]  |
| 2003年（平成15年） | 1,327            | [ 利用客数 5 ]  |
| 2004年（平成16年） | 1,317            | [ 利用客数 6 ]  |
| 2005年（平成17年） | 1,281            | [ 利用客数 7 ]  |
| 2006年（平成18年） | 1,189            | [ 利用客数 8 ]  |
| 2007年（平成19年） | 1,153            | [ 利用客数 9 ]  |
| 2008年（平成20年） | 1,112            | [ 利用客数 10 ] |
| 2009年（平成21年） | 1,071            | [ 利用客数 11 ] |
| 2010年（平成22年） | 1,075            | [ 利用客数 12 ] |
| 2011年（平成23年） | 1,011            | [ 利用客数 13 ] |
| 2012年（平成24年） | 1,078            | [ 利用客数 14 ] |
| 2013年（平成25年） | 1,102            | [ 利用客数 15 ] |
| 2014年（平成26年） | 1,063            | [ 利用客数 16 ] |
| 2015年（平成27年） | 1,106            | [ 利用客数 17 ] |
| 2016年（平成28年） | 1,100            | [ 利用客数 18 ] |
| 2017年（平成29年） | 1,073            | [ 利用客数 19 ] |
| 2018年（平成30年） | 1,010            | [ 利用客数 20 ] |
| 2019年（令和元年） | 918              | [ 利用客数 21 ] |
| 2020年（令和02年） | 763              | [ 利用客数 22 ] |
| 2021年（令和03年） | 718              | [ 利用客数 23 ] |
| 2022年（令和04年） | 761              | [ 利用客数 24 ] |
| 2023年（令和05年） | 767              | [ 利用客数 1 ]  |

## 駅周辺

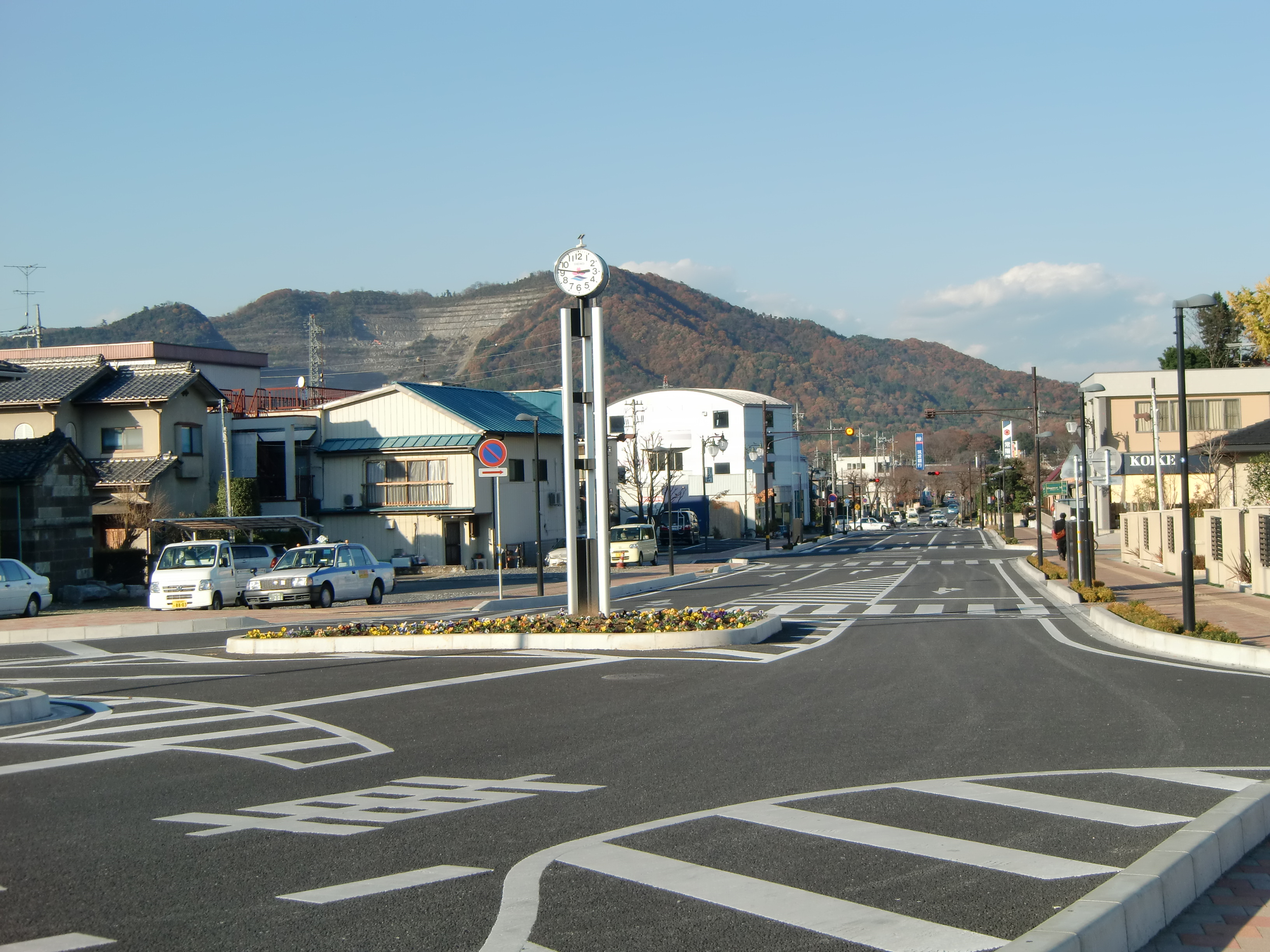
駅前（2010年11月）

駅北側（駅舎側）は岩瀬市街が広がる。旧・岩瀬町の中心を成し、現在も桜川市に二つある核の一つである。
- 岩瀬郵便局
- 桜川市役所岩瀬庁舎
- 常陽銀行岩瀬支店
- 茨城県道505号桜川土浦潮来自転車道線（つくば霞ヶ浦りんりんロード）
- 関東ふれあいの道（御嶽山から坂東24番札所へのみち）
- 岩瀬盆地 - 当駅が位置する地形。
- 茨城県道307号岩瀬停車場線
- ジェーソン岩瀬店

## バス路線
駅前広場内（駅出て左手）を発着する。
- 関東鉄道
  - 桜川市・つくば市間広域連携バス：筑波山口 / 桜川市役所岩瀬庁舎 / 岩瀬高校南
- ワイズツーリスト
  - 桜川市内巡回ワゴン各路線
- 茨城交通
  - 高速バス「桜川・筑西ライナー」：東京駅鍛冶橋駐車場行き（運休中）

## 隣の駅
東日本旅客鉄道（JR東日本）
■水戸線
大和駅 - 岩瀬駅 - 羽黒駅

### かつて存在した路線
筑波鉄道
筑波線
雨引駅 - 岩瀬駅

### 記事本文
1. 1 2 3 4 5  石野哲 編『停車場変遷大事典 国鉄・JR編 II』（初版）JTB、1998年10月1日、466頁。ISBN 978-4-533-02980-6。
2. ↑  寺田裕一「第3章　施設・駅」『筑波鉄道 : 三度の社名変更を経たローカル私鉄』 下（初版）、カルチュア・エンタテインメント〈RM LIBRARY〉、2021年10月1日、10頁。
3. 1 2  『軽便鉄道運輸開始. 官報 1918年4月27日』 - 国立国会図書館デジタルコレクション
4. 1 2 3  朝日新聞出版分冊百科編集部 編『週刊 歴史でめぐる鉄道全路線 公営鉄道・私鉄』 21号《関東鉄道・真岡鐵道・首都圏新都市鉄道・流鉄》、曽根悟（監修）、朝日新聞出版〈週刊朝日百科〉、2011年8月7日、9-11頁。全国書誌番号:21971633。
5. ↑  『軽便鉄道運輸開始. 官報 1918年6月13日』 - 国立国会図書館デジタルコレクション
6. 1 2 3  “会社沿革”.   関東鉄道. 2023年6月20日閲覧。
7. 1 2  『鉄道ジャーナル』 21巻、6号、鉄道ジャーナル社、1987年5月、111頁。
8. ↑  「岩瀬駅駅舎整備へ／プロポを公告」『日本工業経済新聞（茨城版）』日本工業経済新聞社、2010年12月2日。
9. ↑  “駅の情報（岩瀬駅）：JR東日本”.   東日本旅客鉄道. 2019年1月11日時点のオリジナルよりアーカイブ。2019年1月11日閲覧。
10. 1 2  『週刊 JR全駅・全車両基地』 05号 上野駅・日光駅・下館駅ほか92駅、朝日新聞出版〈週刊朝日百科〉、2012年9月9日、28頁。
11. 1 2 3  “JR東日本：駅構内図・バリアフリー情報（岩瀬駅）”.   東日本旅客鉄道. 2023年9月17日時点のオリジナルよりアーカイブ。2023年9月17日閲覧。
12. 1 2  『線路図III 水戸線 真岡線 水郡線 常磐線（友部・勝田間）』水戸鉄道管理局、1987年2月。

### 利用状況
1. 1 2  “各駅の乗車人員（2023年度）”.   東日本旅客鉄道. 2024年7月21日閲覧。
2. ↑  “各駅の乗車人員（2000年度）”.   東日本旅客鉄道. 2019年3月9日閲覧。
3. ↑  “各駅の乗車人員（2001年度）”.   東日本旅客鉄道. 2019年3月9日閲覧。
4. ↑  “各駅の乗車人員（2002年度）”.   東日本旅客鉄道. 2019年3月9日閲覧。
5. ↑  “各駅の乗車人員（2003年度）”.   東日本旅客鉄道. 2019年3月9日閲覧。
6. ↑  “各駅の乗車人員（2004年度）”.   東日本旅客鉄道. 2019年3月9日閲覧。
7. ↑  “各駅の乗車人員（2005年度）”.   東日本旅客鉄道. 2019年3月9日閲覧。
8. ↑  “各駅の乗車人員（2006年度）”.   東日本旅客鉄道. 2019年3月9日閲覧。
9. ↑  “各駅の乗車人員（2007年度）”.   東日本旅客鉄道. 2019年3月9日閲覧。
10. ↑  “各駅の乗車人員（2008年度）”.   東日本旅客鉄道. 2019年3月9日閲覧。
11. ↑  “各駅の乗車人員（2009年度）”.   東日本旅客鉄道. 2019年3月9日閲覧。
12. ↑  “各駅の乗車人員（2010年度）”.   東日本旅客鉄道. 2019年3月9日閲覧。
13. ↑  “各駅の乗車人員（2011年度）”.   東日本旅客鉄道. 2019年3月9日閲覧。
14. ↑  “各駅の乗車人員（2012年度）”.   東日本旅客鉄道. 2019年3月9日閲覧。
15. ↑  “各駅の乗車人員（2013年度）”.   東日本旅客鉄道. 2019年3月9日閲覧。
16. ↑  “各駅の乗車人員（2014年度）”.   東日本旅客鉄道. 2019年3月9日閲覧。
17. ↑  “各駅の乗車人員（2015年度）”.   東日本旅客鉄道. 2019年3月9日閲覧。
18. ↑  “各駅の乗車人員（2016年度）”.   東日本旅客鉄道. 2019年3月9日閲覧。
19. ↑  “各駅の乗車人員（2017年度）”.   東日本旅客鉄道. 2019年7月9日閲覧。
20. ↑  “各駅の乗車人員（2018年度）”.   東日本旅客鉄道. 2019年7月9日閲覧。
21. ↑  “各駅の乗車人員（2019年度）”.   東日本旅客鉄道. 2020年7月12日閲覧。
22. ↑  “各駅の乗車人員（2020年度）”.   東日本旅客鉄道. 2021年7月13日閲覧。
23. ↑  “各駅の乗車人員（2021年度）”.   東日本旅客鉄道. 2022年8月7日閲覧。
24. ↑  “各駅の乗車人員（2022年度）”.   東日本旅客鉄道. 2023年7月10日閲覧。